# Rodiště Józefa Gawliny
Rodiště Józefa Gawliny, polsky Miejscie urodzenia biskupa Gawliny nebo Ogród Biskupa Gawliny, je památníkem a muzeem v rodišti biskupa a arcibiskupa Józefa Felixe Gawliny (1892–1964). Nachází se ve Strzybniku ve gmině Rudnik v okrese Ratiboř ve Slezském vojvodství v Ratibořské kotlině v jižním Polsku a Horním Slezsku.

## Popis místa
Místo je sadem nebo parkem ve kterém se nachází několik pamětních desek, kříž s desaterem, expozice týkající se života významného rodáka Józefa Felixe Gawliny (doma i v zahraničí a v míru a ve válce) a také malá kovová zvonice.

## Galerie

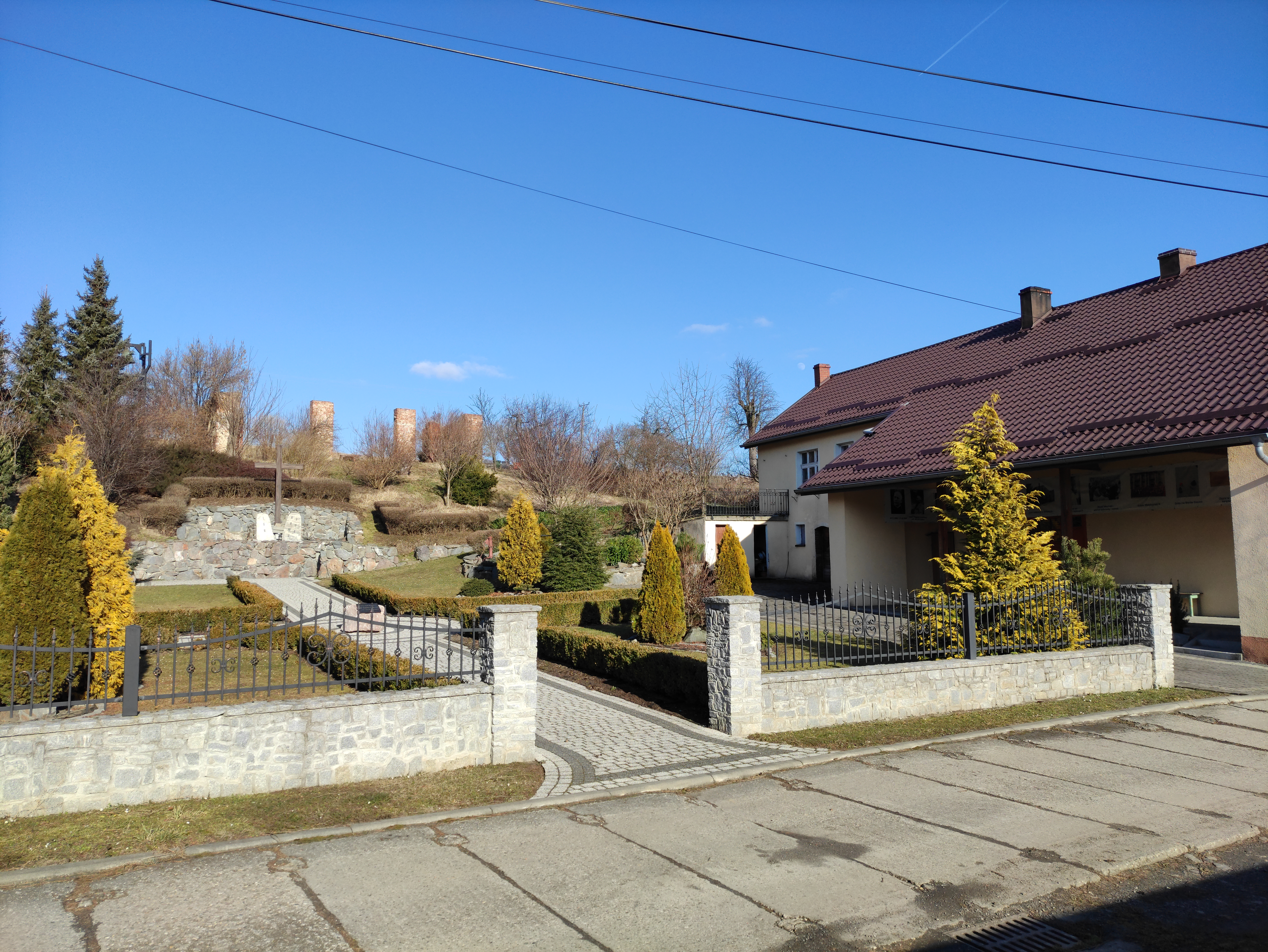
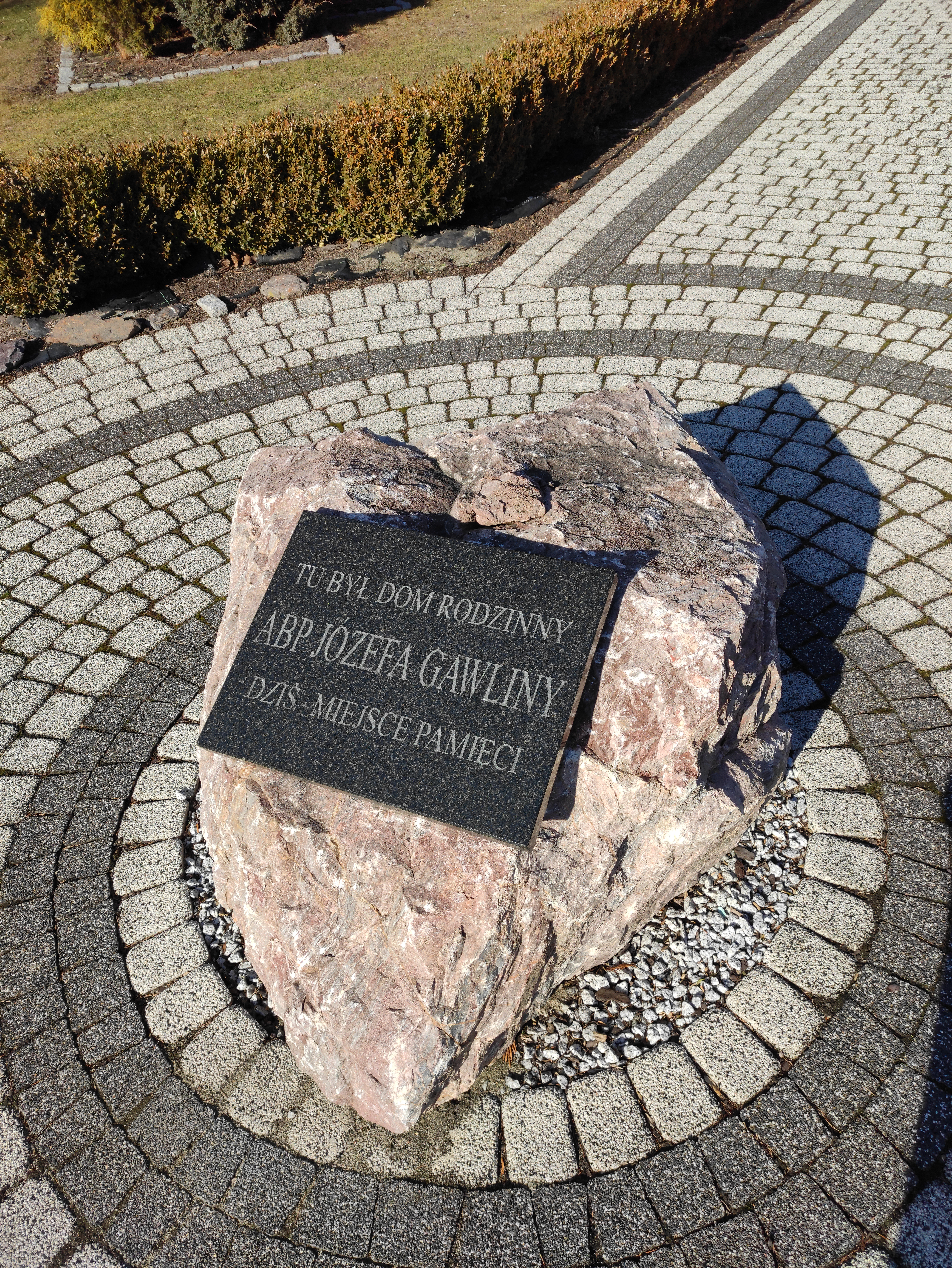
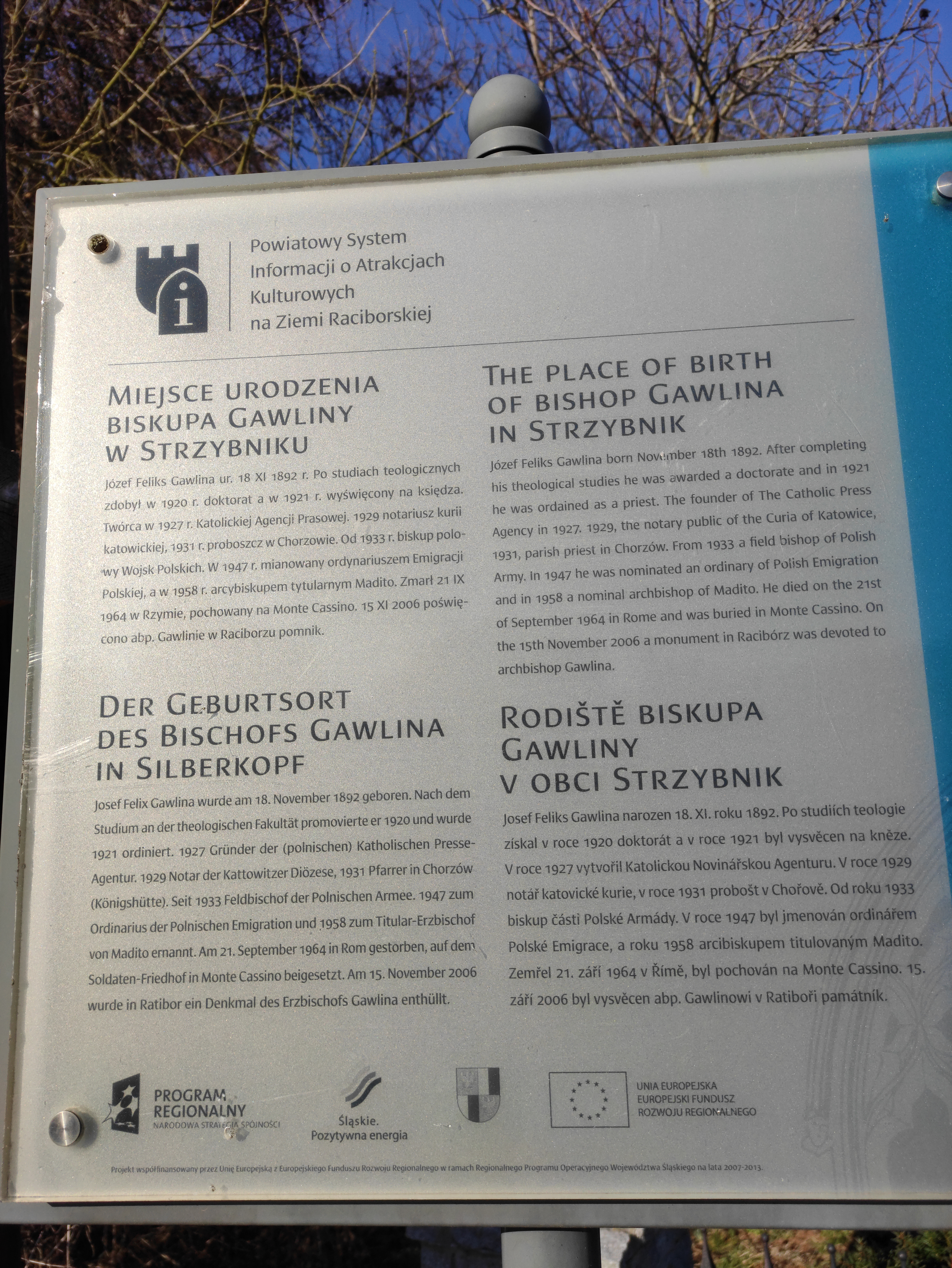
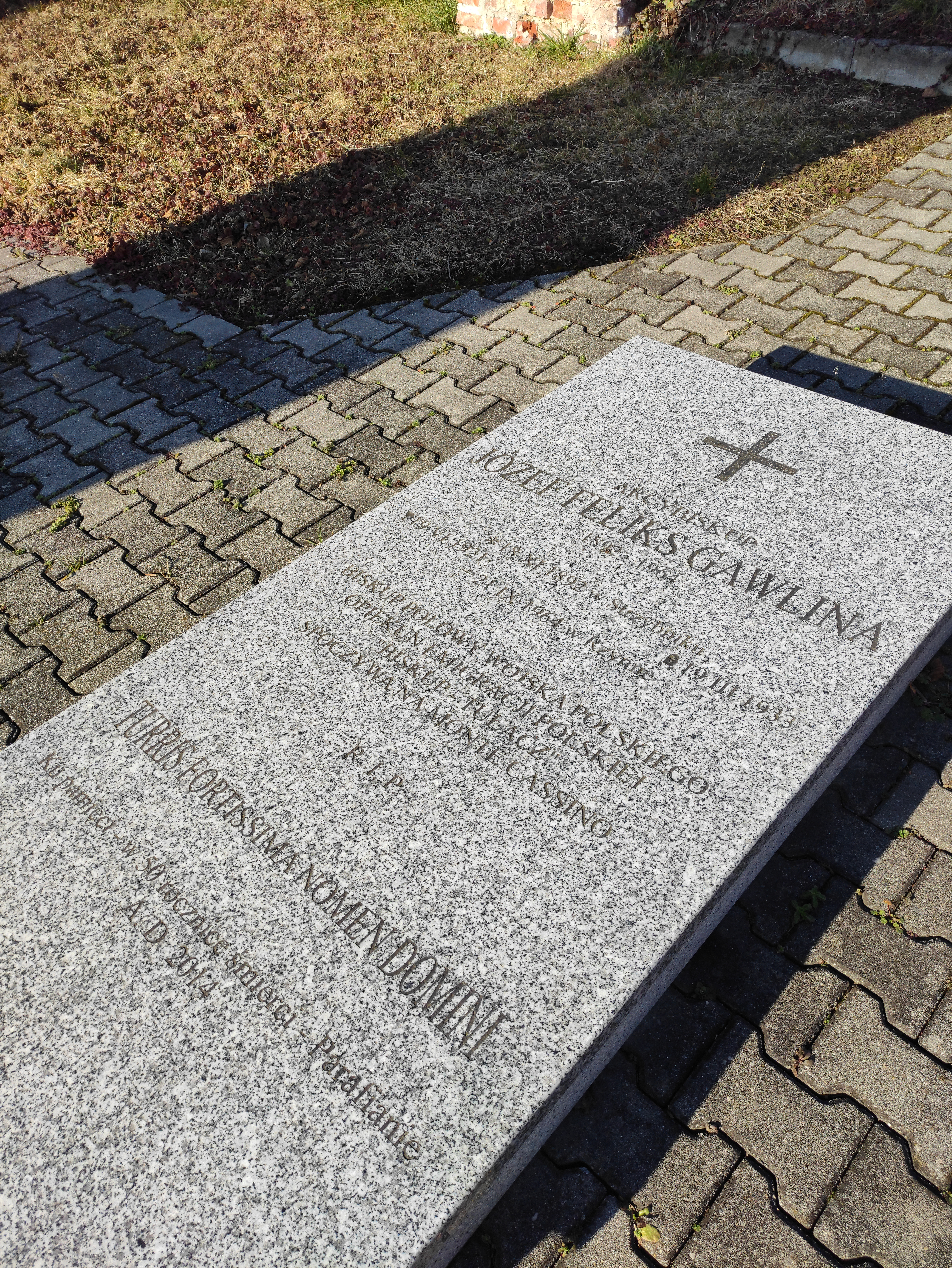
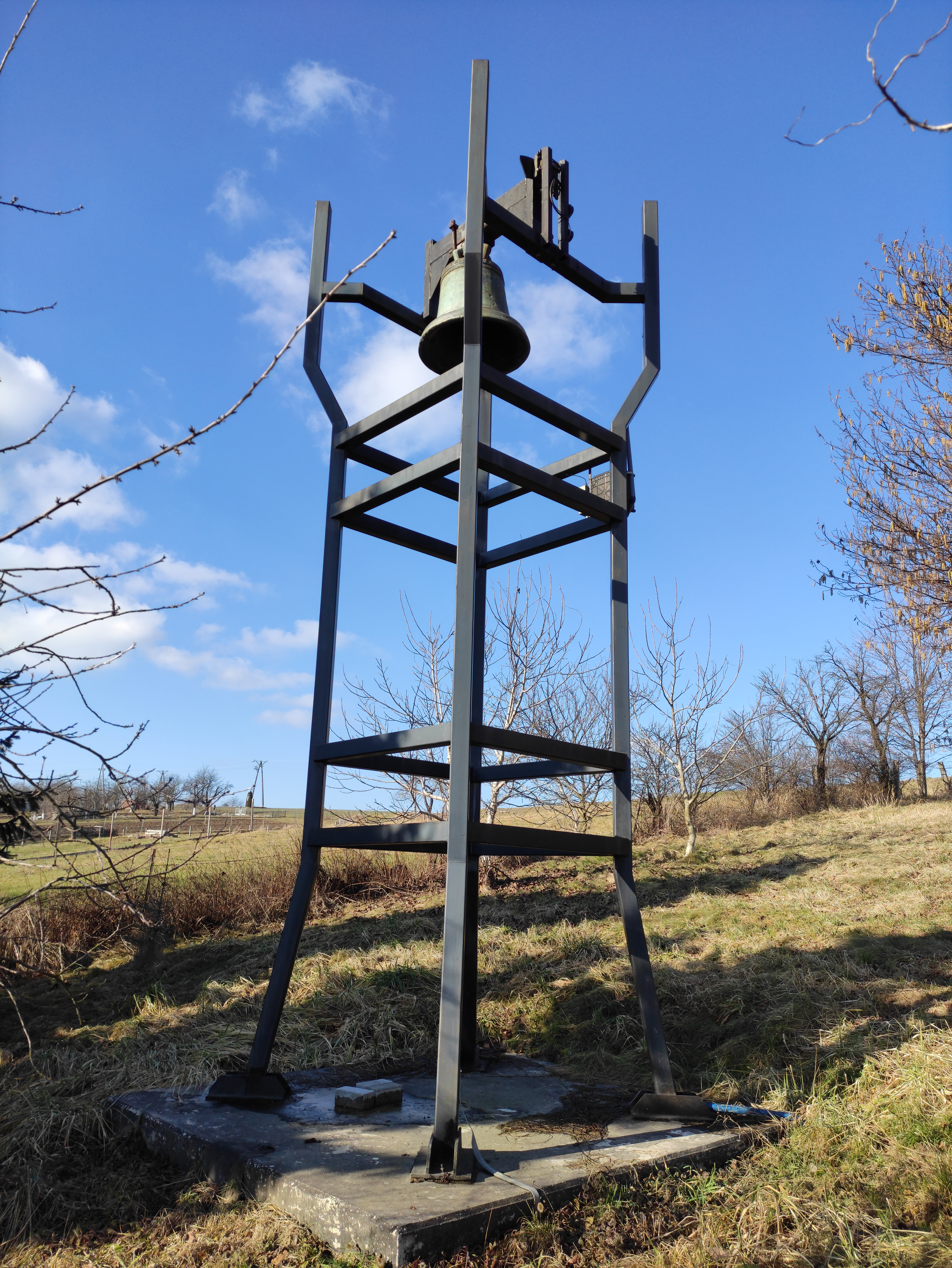
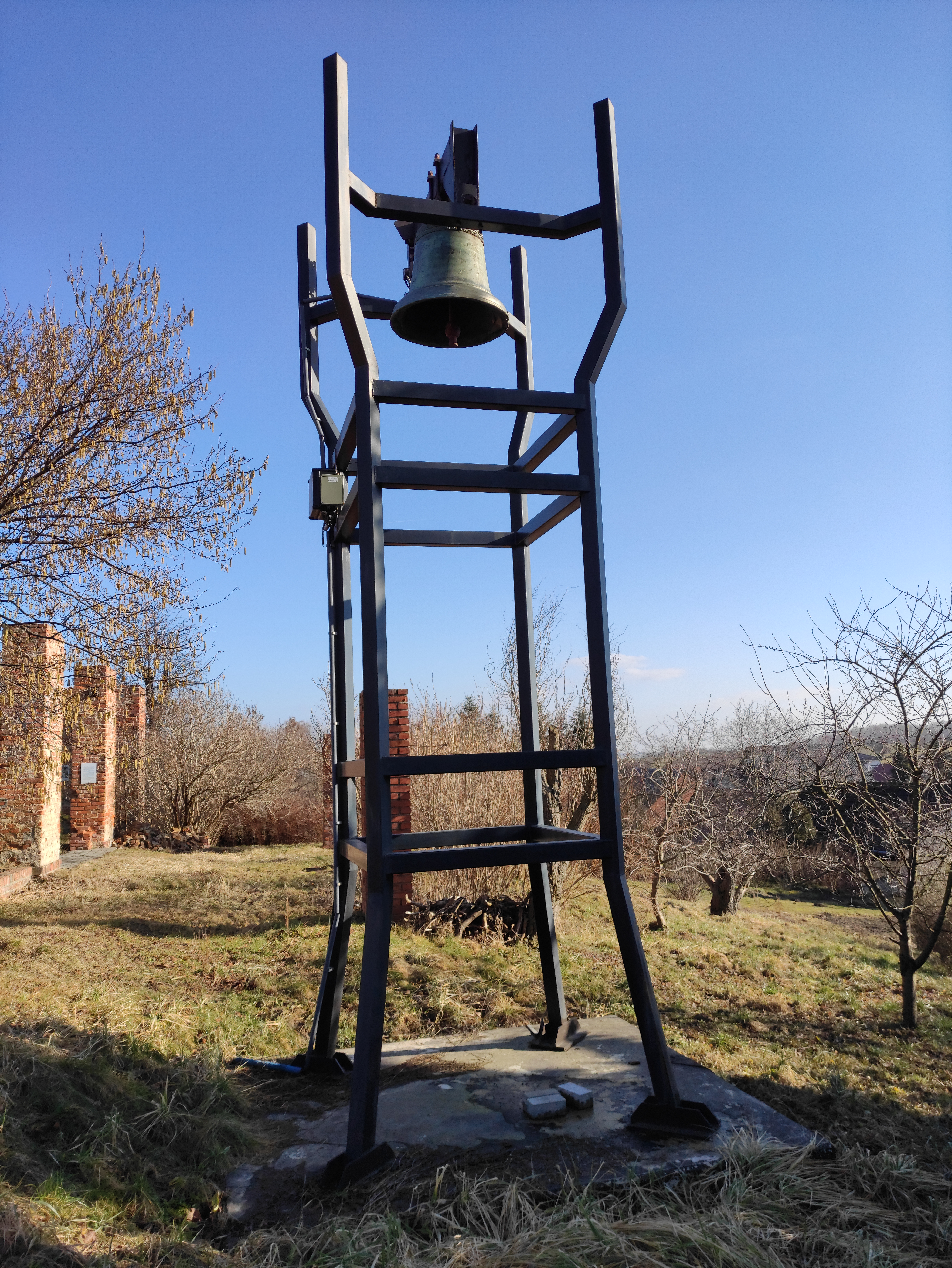